# 木口美和子
木口 美和子（きぐち みわこ、1978年8月3日 - ）は、日本の女性ファッションモデル。福岡県出身。スペースクラフト所属。

## 人物・来歴
- 福岡での高校在学中に『mc Sister』にてデビュー。
- さまざまな女性ファッション雑誌のモデルとしての活動のほかにCMなどで幅広く活躍している。
- 2008年1月より川崎フロンターレの応援番組「ファイト!川崎フロンターレ」のMCを2010年12月31日放送分まで担当した。

## 出演

### 雑誌
- mc Sister
- MORE
- 美しいキモノ
- Oggi
- Domani

### CM
- CHINTAI　週刊CHINTAI
- アサヒ 旬果搾り
- 資生堂 TSUBAKI
- 三井住友銀行

### TV
- Design Channel
- 私的チャイナビ（TBSテレビ／2007年5月）
- ファイト!川崎フロンターレ（tvk／2008年1月 - 2010年12月）

### 広告・ポスター
- HITACHI　W51H

### 映画
- ファンタスティポ
- 怪談 参 学校怪談

### WEB
- toyota.jp > U-Car
- カフェグローブ
- キスミーフェルム

### CD
- 「何処か?」 mcSisters（mc Sisterモデル11名で結成のグループ）